# Jonathan Aspas Juncal
Jonathan Aspas Juncal és un futbolista gallec, que ocupa la posició de migcampista. Va nàixer a Moaña el 28 de febrer de 1982.

## Trajectòria
Format a l'equip de la seua vila natal i al Celta B, debutaria amb el primer conjunt del Celta de Vigo a la temporada 03/04, tot jugant 4 partits a la màxima categoria. Aspas formaria part del Celta durant les següents tres temporades, jugant a Primera i a Segona Divisió, sense arribar a consolidar-se com a titular.
L'estiu del 2007, després del descens del Celta a la categoria d'argent, marxa a l'equip italià de la Piacenza Calcio, on roman dos anys abans de recala al Mouscron belga.